# Metro van Palma

Kaart met de M1 en M2

De metro van Palma (Spaans: Metro de Palma) is een openbaarvervoernetwerk in Palma, Spanje. Het netwerk werd geopend in 2007 en bestond oorspronkelijk uit één lijn, de zogenaamde M1. Deze lijn had initieel negen stations waarvan acht ondergronds en één op maaiveldniveau. In 2013 werd een tweede lijn geopend met zes nieuwe stations, deze M2 is in 2022 opgenomen in de treindiensten van het eiland. In 2025 werd lijn M1 verlengd en bediend met een extra station.

## Stations M1
- Plaça d'Espanya
- Jacint Verdaguer
- Son Costa/Son Fortesa
- Son Fuster Vell
- Son Castelló
- Gran Vía Asima
- Camí dels Reis
- Son Sardina
- UIB (Universiteit van de Balearen)
- Parc Bit

## Stations M2
- Plaça d'Espanya
- Jacint Verdaguer
- Son Costa/Son Fortesa
- Son Fuster
- Verge de Lluc
- Es Pont d'Inca
- Es Pont d'Inca Nou
- Polígon de Marratxí
- Marratxí